# Bezirk Jelgava (2009–2021)
Der Bezirk Jelgava (Jelgavas novads) war ein Bezirk in Lettland, südwestlich von Riga in der Landschaft Semgallen gelegen, der von 2009 bis 2021 existierte. Bei der Verwaltungsreform 2021 wurde der Bezirk in einen neuen, größeren Bezirk Jelgava überführt.

## Geographie
Das Gebiet ist flach und die Böden gehören zu den besten in Lettland. Neben der Lielupe verlaufen unter anderem die Flüsse Bērze, Svēte, Vircava und Platone durch das Gebiet. Im Süden grenzte der Bezirk an Litauen.

## Geschichte
Der Bezirk bestand seit 2009 und wurde aus der Stadt Kalnciems sowie 13 Landgemeinden gebildet, darunter Līvbērze. Das Verwaltungszentrum befand sich in Jelgava, obwohl diese Stadt als „Republik-Stadt“ nicht Teil des Bezirks war.

## Bevölkerung
Im Jahr 2010 waren 27.103 Einwohner gemeldet.

## Nachweise
1. ↑  Vides aizsardzības un reģionālās attīstības ministrija (Ministerium für Naturschutz und Regionalentwicklung), Karten und Auflistung der Verwaltungseinheiten, abgerufen am 18. Juli 2021